# Faculté de traduction et d'interprétation de Grenade
La Faculté de traduction et d'interprétation de Grenade (espagnol: Facultad de Traducción e Interpretación de Granada) est l'une des écoles de l'Université de Grenade, Espagne. Avec plus de 30 ans d'histoire, elle est aujourd'hui un centre d'excellence dans la formation des traducteurs et des interprètes. Selon le rapport annuel réalisé par le journal espagnol El Mundo, elle est la meilleure faculté de traduction et d'interprétation en Espagne.

## Présentation
L'école est située au Palais des Comtes de Luque (espagnol: Palacio de los Condes de Luque), mieux connu comme Palais des Colonnes (XVIIIe siècle), au cœur de la ville de Grenade (Espagne).
Étant l'un des premiers centres en Espagne à offrir des programmes universitaires en traduction et en interprétation, la Faculté de traduction et d'interprétation de Grenade est jeune mais a une tradition respectable. Elle offre le plus large éventail de langues en Espagne: quatre langues B (première langue étrangère: anglais, arabe, français et allemand), neuf langages C (deuxième langue étrangère: anglais, arabe, chinois, français, grec, italien, portugais et russe) ainsi que d'autres quatre langues optionnelles (néerlandais, polonais, galicien et tchèque). C'était la première faculté de traduction espagnole à offrir l'arabe comme première langue étrangère.
Membre de la Conférence Internationale Permanente d'Instituts Universitaires de Traducteurs et d'Interprètes (CIUTI), c'est un centre de prestige national et international. Il accueille 16 groupes de recherche, élabore des programmes primés pour de nouvelles approches de l'enseignement, a deux programmes de doctorat inter-universitaires et deux magazines (Sendebar et Puentes). La faculté oriente aussi son programme aux exigences actuelles de la profession, ce qui garantit généralement des possibilités de travail à ses diplômés.
Après l'adaptation de l'Université de Grenade à l'Espace européen de l'enseignement supérieur (EEES), les enseignements proposés actuellement par la faculté sont: le baccalauréat universitaire en traduction et en interprétation (espagnol: Grado en Traducción e Interpretación), la maîtrise universitaire en traduction professionnelle (espagnol: Máster Universitario en Traducción Profesional) et la maîtrise universitaire en interprétation de conférence (espagnol: Máster Universitario en Interpretación de Conferencias).

## Programmes de la faculté
Les étudiants du centre participent à des activités d'échanges nationaux, comme le programme Séneca espagnol, et internationaux, comme le programme Erasmus (couvrant environ 70 universités européennes). En plus, la faculté offre le prestieux programme AEL (Applied European Languages), qui permet aux étudiants de faire le baccalauréat dans les pays de leurs trois langues d'étude. Il est également remarquable les différentes programmes supplémentaires avec les États-Unis et le Canada.

## Installations et services

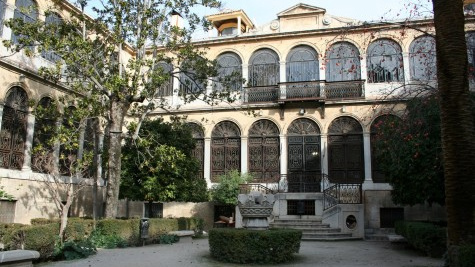

Le bâtiment principal de la faculté est le Palais des Comtes de Luque, mieux connu comme le Palais des Colonnes, l'un des exemples les plus importants de l'architecture civile néoclassique de Grenade. Il a été restauré en 1946 par les architectes Luis Alvarez de Cienfuegos et Juan de Dios Wilhelmi afin qu'il puisse accueillir la Faculté de philosophie et des lettres, plus tard l'Institut des langues et, depuis 1979, la Faculté de traduction et d'interprétation.
Le Palais des Colonnes contient la bibliothèque, les salles de classe, les laboratoires des langues et d'intérpretation, les salles informatiques et linguistiques multimédias, et des bureaux administratifs et des professeurs. Ces installations sont complétés par un autre bâtiment dans la rue Buensuceso, contenant principalement des bureaux ainsi que l'auditorium, le tutorat chambre, le syndicat d'étudiants, le Service de traduction universitaire (STU), une petite société créée par les étudiants eux-mêmes, les bureaux de la Sendebar magazine, et une salle d'étude.